# Oswald West
Oswald West, född 20 maj 1873 i Guelph, Ontario, död 22 augusti 1960 i Portland, Oregon, var en amerikansk demokratisk politiker. Han var Oregons guvernör 1911–1915.
Sexton år gammal anställdes West av en bank och i sin ungdom letade han dessutom i sex månader efter guld i Alaska. I guvernörsvalet 1910 vann han en knapp seger. West förespråkade bland annat kvinnlig rösträtt, alkoholförbud och federal kontroll över naturresurserna. Han efterträdde 1911 Jay Bowerman som guvernör och efterträddes 1915 av James Withycombe. West avled 1960 och gravsattes i Salem. Ett monument över honom restes i Oswald West State Park i Oregon som har dessutom fått sitt namn efter West.